# Leopold Decloedt
Leopold R.G. Decloedt (10 mei 1964, Oostende) is germanist en ondernemer woonachtig in Oostenrijk.

## Biografie
Leopold Roger Gustaaf Decloedt groeide op in Gistel. Hij studeerde Duits bij Gilbert A.R. De Smet en Edward Verhofstadt aan de Universiteit Gent. In 1992 promoveerde hij met een proefschrift over de beeldvorming van keizer Frans Jozef I in de Oostenrijkse literatuur van het interbellum. Decloedt werkte vervolgens als docent aan de Universiteit van Wenen en de Universiteit van Brno (Tsjechië).
Decloedt schreef talrijke boeken en artikelen over Oostenrijkse literatuur. Hij richtte zich vooral op de literatuur van het interbellum en op de literaire betrekkingen tussen Nederland en Vlaanderen enerzijds en Oostenrijk anderzijds. Hij is mederedacteur van de reeks Wechselwirkungen. Österreichische Literatur im internationalen Kontext.
Hij was jarenlang actief als vertaler. Sinds 2007 is Decloedt algemeen directeur van het vertaal- en tolkenbureau Connect Translations Austria.
Op 24 februari 2021 werd op initiatief van Claude Hamilius en Leopold Decloedt het Interlandencomité Oostenrijk-België-Luxemburg (ICC) opgericht, dat tot doel heeft de vriendschap binnen Rotary te bevorderen. 

## Lidmaatschappen
- Lid van RC Wenen Mozart
- Mede-oprichter van ICC Austria-BeLux
- Voormalig lid van de WdF Adviesraad
- Oprichter en lid van AATC, de Oostenrijkse Vereniging van Vertaalbureaus
- Voormalig lid van de Oostenrijkse Senaat van Economie
- Lid van de Oostenrijks-Belgische Vereniging

## Publicaties
Artikelen over vertaling
- Wie heißen „Wiener Austern“ auf Chinesisch? Anforderungen an die Ausbildung zum Übersetzer. In: SENATE-Magazin 2015, Nr. 1, S. 44–47.

Literatuurwetenschappelijke publicaties
- Imago Imperatoris: Franz Joseph I. in der österreichischen Belletristik der Zwischenkriegszeit. Böhlau Verlag, Wien/Köln/Weimar 1995. Literatur in der Geschichte, Geschichte in der Literatur, Bd. 31.
- Helemaal goed komt het nooit. Bertol(d)t Brecht in Nederland en Vlaanderen. Een bescheiden aanzet tot een bibliografie voor de periode 1945–1996. Theater Instituut Nederland, Amsterdam 1998.
- Literatur auf Wanderschaft: deutschsprachige Literatur aus Österreich in den Niederlanden und in Flandern 1945–1995. Weidler Buchverlag, Berlin 2010.

Redacteur/Co-redacteur
- Der niederländische Sprachraum und Mitteleuropa (Hg. mit Herbert Van Uffelen). Böhlau Verlag, Wien/Köln/Weimar 1995.
- An meine Völker. Die Literarisierung Franz Joseph I. Peter Lang, Bern/Berlin/Frankfurt a. M./Paris/Wien 1998.
- 50 jaar Nederlands in Moravië / 50 let nederlandistiky na morave (Hg. mit Wilken W.K.H. Engelbrecht und Katerina Málková). Masarykova Univerzita, Brno 1999. 387 S. (= Brünner Beiträge zur Germanistik und Nordistik, Bd. XIII Sonderheft)
- Wessen Strom? Ansichten vom Rhein (Hg. mit Peter Delvaux). Rodopi, Amsterdam/New York 2001. 229 S.
- Brüssel (Hg. mit Florian Körner und Thomas Mayer). Klagenfurt: Wieser Verlag, 2001. 234 S. (Anthologie mit Übersetzungen niederländischer, tschechischer, ungarischer und polnischer Texte über Brüssel  erschien in der Reihe Europa Erlesen).
- Der oft steinige Weg zum Erfolg. Deutsche Literatur in den Niederlanden und in Flandern 1900–2000. Rodopi, Amsterdam/Atlanta 2004. (Internationale Forschungen zur Allgemeinen und Vergleichenden Literaturwissenschaft, Bd. 76)
- Hinter den Bergen eine andere Welt. Österreichische Literatur des 20. Jahrhunderts. (Hg. mit Anke Bosse). Rodopi, Amsterdam/Atlanta 2004 (duitse kroniek, Bd. 53)
- Rezeption, Interaktion und Integration. Niederländisch- und deutschsprachige Literatur im Kontext (Hg. mit Herbert Van Uffelen und Elisabeth Weissenböck). Edition Praesens, Wien 2004. (Wiener Schriften zur niederländischen Sprache und Kultur, Bd. 3)

Vertalingen
- Jean-Paul Mulders: Auf der Suche nach Hitlers Sohn. Eine Beweisaufnahme. Herbig, München 2009.
- Horst Schmidt-Brummer: Routeplanner USA / Het Oosten. Lannoo, Tielt 1999.
- Übersetzung aus dem Deutschen ins Niederländische von Texten von Jörg Mauthe und Alois Hotschnig.

## Weblinks
- Literatur von und über Leopold Decloedt im Katalog der Deutschen Nationalbibliothek
- Universität Wien: Dr. Leopold Decloedt
- Connect-Sprachenservice Wien: Team
- Wie heißen „Wiener Austern“ auf Chinesisch?